# Microculex
Microculex é um subgénero do Género Culex, pertencente à família Culicidae.